# Église Notre-Dame-du-Mont-Carmel de Budapest
Pour les articles homonymes, voir Église Notre-Dame-du-Mont-Carmel.
L’église Notre-Dame-du-Mont-Carmel (en hongrois : Kármelhegyi Boldogasszony Templom) est une église catholique romaine de Budapest en Hongrie, située dans le quartier d'Angyalföld. 